# Institutet för nationellt minne (Ukraina)

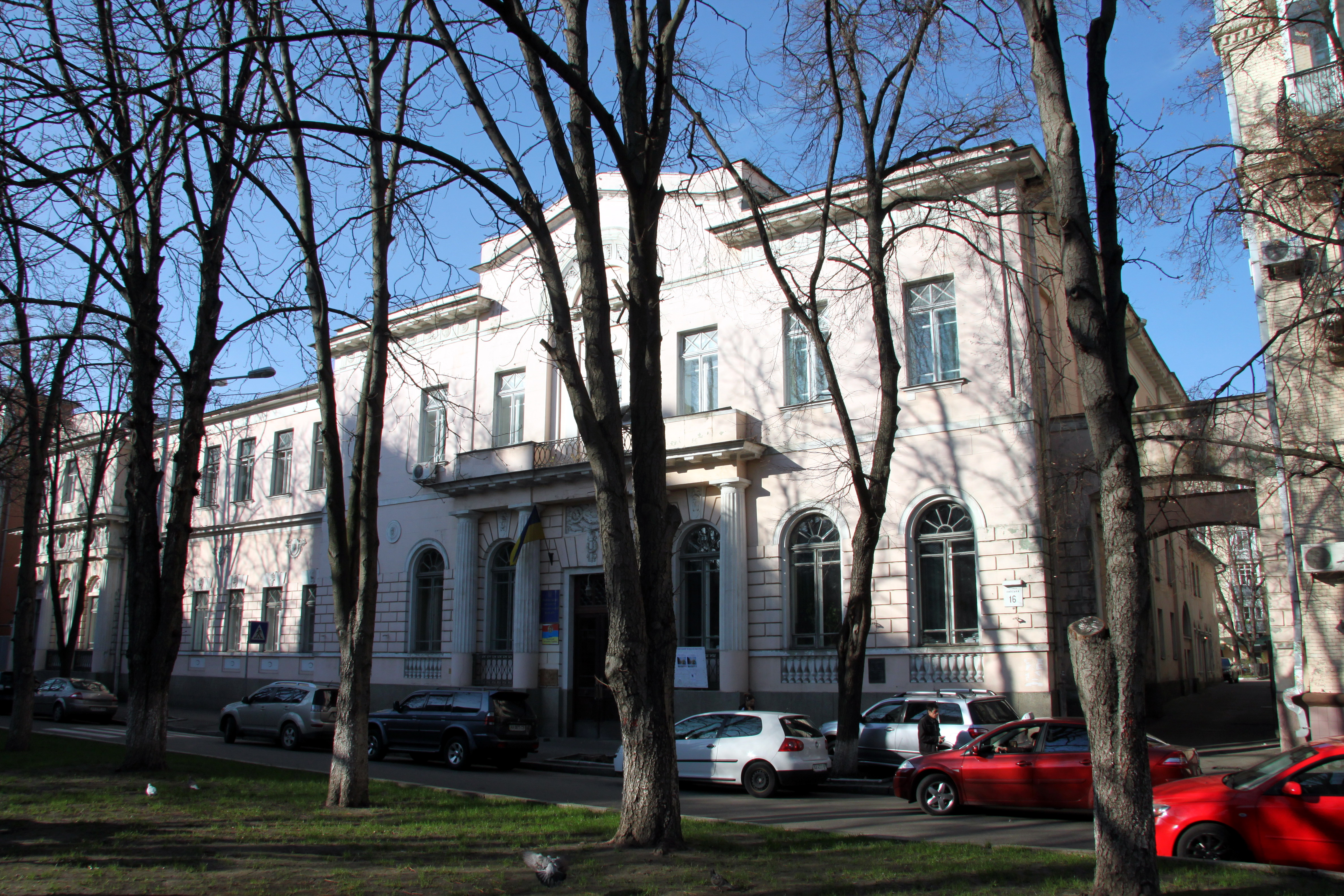
UINP:s byggnad på Lypska 16 i Kiev

Ukrainska Institutet för nationellt minne förkortad UINP (ukrainska: Український інститут національної пам'яті), är en ukrainsk myndighet bildad 31 maj 2006. UINP genomför statens politik inom området för återställande och bevarande av nationellt minne. Myndighetens verksamhet styrs och samordnas av Ukrainas ministerkabinett genom kulturministern.
Institutets huvudsakliga uppgifter är att öka allmänhetens medvetenhet om Ukrainas historia, säkerställa omfattande studier av kampen för återställandet av Ukrainas statlighet under 1900-talet, samt genomföra åtgärder för att hedra minnet av deltagare i den nationella befrielsekampen, offer för Holodomor och politiska förföljelser under Sovjetunionen.
Myndigheten håller till i Kiev; mellan 1922 och 1987 var byggnaden länshögkvarter för KGB och dess föregångare Tjekan, GPU och NKVD.

## Institutets arbete
Framför allt syftar institutets verksamhet till att främja objektiv och rättvis historia i Ukraina och världen. 
Enligt det aktuella stadgan är de huvudsakliga uppgifterna för institutet att genomföra statens politik inom området för återställande och bevarande av det ukrainska folkets nationella minne, nämligen:
- Organisera omfattande studier av Ukrainas statsskapande historia, kampen för återställandet av statligheten och spridning av relevant information i Ukraina och världen.
- Genomföra åtgärder för att hedra minnet av deltagarna i den ukrainska befrielserörelsen, den ukrainska revolutionen 1917–1921, krig, offer för hungersnöderna 1921–1923, 1932–1933, 1946–1947, och politiska förföljelser, samt personer som deltog i försvaret av Ukrainas oberoende, suveränitet och territoriella integritet, liksom i antiterroroperationer.
- Organisera forskning om det historiska arvet och främja integrationen av nationella minoriteter och ursprungsfolk i det ukrainska samhället.
- Främja Ukrainas historia och dess framstående personer.
- Övervinna historiska myter, med mera.

## Institutets projekt
Det första stora vetenskapliga medieprojektet blev projektet "Ukrainska Andra världskriget: 1939–1945" – en webbplats skapad av Ukrainska Institutet för nationellt minne om den ukrainska dimensionen av Andra världskriget.
Det andra stora projektet blev "Ukrainska revolutionen 1917–1921" med information om revolutionens stadier, framstående personer, tidens foton och dokument.
Ukrainska revolutionen 1917–1921 återförde vårt fosterland på världskartan. Efter århundraden av statslöshet skapade ukrainarna en oberoende nationalstat med territorium, gränser, symboler, eget parlament, regering, armé, vetenskapsakademi, pengar, språk och internationellt erkännande av Ukrainska Folkrepubliken. För första gången efter århundraden av statslöshet förenades östra och västra ukrainska länder i en enad stat. Nuvarande symboler för Ukraina – den blågula flaggan, treudden, och hymnen "Ännu lever Ukraina" valdes till statssymboler redan då.
Institutet har också deltagit i ett skapande av ett virtuell museet om den ryska aggressionen. 
Målet med museet är att samla arbetet från statliga myndigheter, offentliga initiativ och internationella organisationer för att dokumentera förloppet och effekterna av den ryska invasionen av Ukraina, för att kunna presentera allt detta i en modern och tillgänglig form för en bred internationell publik som är intresserad av Ukraina.

Vi anser att bevarandet av minnet av dessa händelser är av avgörande betydelse för att återställa rättvisa, övervinna konsekvenserna av aggressionen och etablera varaktig fred i Östeuropa.

## Ledning
| Nr      | Början av mandat | Slut på mandat    | Person               |
| ------- | ---------------- | ----------------- | -------------------- |
| (v. o.) | 23 juni 2006     | 30 juni 2010      | Ihor Yukhnovskyi     |
| 1       | 19 juli 2010     | 23 februari 2011  | Valeriy Soldatenko   |
| -       | 14 februari 2011 | 25 mars 2014      | Valeriy Soldatenko   |
| 2       | 25 mars 2014     | 3 september 2014  | Volodymyr Viatrovytj |
| -       | 3 september 2014 | 18 september 2019 | Volodymyr Viatrovytj |
| 3       | 4 december 2019  | –                 | Anton Drobovych      |